# 五城せのん
五城 せのん（ごじょう せのん、2000年9月5日  - ）は、日本のグラビアアイドル。

## 経歴・人物
- 2013年、『白山 せいの(しらやま せいの)』名義でジュニアアイドルとしてデビューし、2015年4月、『五城 せのん』に改名[要出典]。
- 2016年9月24日、ヤンチャン学園音楽部に加入[要出典]し、2017年2月28日に卒業[3]。
- 2017年3月、東京イルミナティに加入[要出典]となるが、翌2018年9月17日にグループが解散となる[4]。
- 2019年1月、アイドルグループ｢君に恋をした。｣に加入[5]。担当カラーはオレンジ。
- 2020年6月、「第1回週刊SPA!×LINE LIVEオーディション」水着グラビアクイーンに選ばれた[6]。
- 2022年2月、｢君に恋をした。｣を卒業[7]し、同年4月13歳から所属していたベルエージェンシーを退所[2]。以後はソロでの個別撮影会などの活動が中心になる。
- 2023年7月　Drug&Dropのメンバーとしアイドルグループ活動を再開。

## 作品

### DVD
- ラブリースマイル（2016年2月19日、ラブリースマイル）[8]
- 透明美少女（2016年3月30日、オルスタックソフト販売）
- Puni!とせのん（2016年5月20日、タスクビジュアル）[9]
- ず〜っと見ててニャン（2016年7月10日、ゼウス）
- HR -日直 五城せのん-（2018年11月29日、エスデジタル）[10]

### デジタル写真集
- SPA!デジタル写真集「せのんに恋をした。」（2020年9月8日、扶桑社）[1]